# Standardizzazione (economia)
La standardizzazione è un fenomeno economico, che è alla base dell'economia moderna globalizzata. Essa può essere definita come la produzione di un largo quantitativo di beni aventi caratteristiche identiche e quindi come la pura produzione seriale di un bene (attraverso la quale si vuole prediligere la quantità prodotta a fronte di una possibile diminuzione della qualità produttiva).
È un fenomeno che favorisce il crearsi di economie di scala, di saturazione e di apprendimento. 
Rappresenta la teoria opposta alla personalizzazione del prodotto, visto che tende a privilegiare un modello intermedio, puntando sul prezzo invece che sulle preferenze del cliente.
Strettamente correlato al fenomeno della standardizzazione economica è il concetto di capacità produttiva (CP) di un generico impianto di un'azienda.